# Haukisaari (ö i Päijänne-Tavastland, Lahtis, lat 61,22, long 26,15)
Haukisaari är en ö i Finland. Den ligger i sjön Konnivesi och i kommunen Heinola i den ekonomiska regionen  Lahtis ekonomiska region  och landskapet Päijänne-Tavastland, i den södra delen av landet, 130 km nordost om huvudstaden Helsingfors. Öns area är 3,6 hektar och dess största längd är 350 meter i nord-sydlig riktning.